# Torre muraria

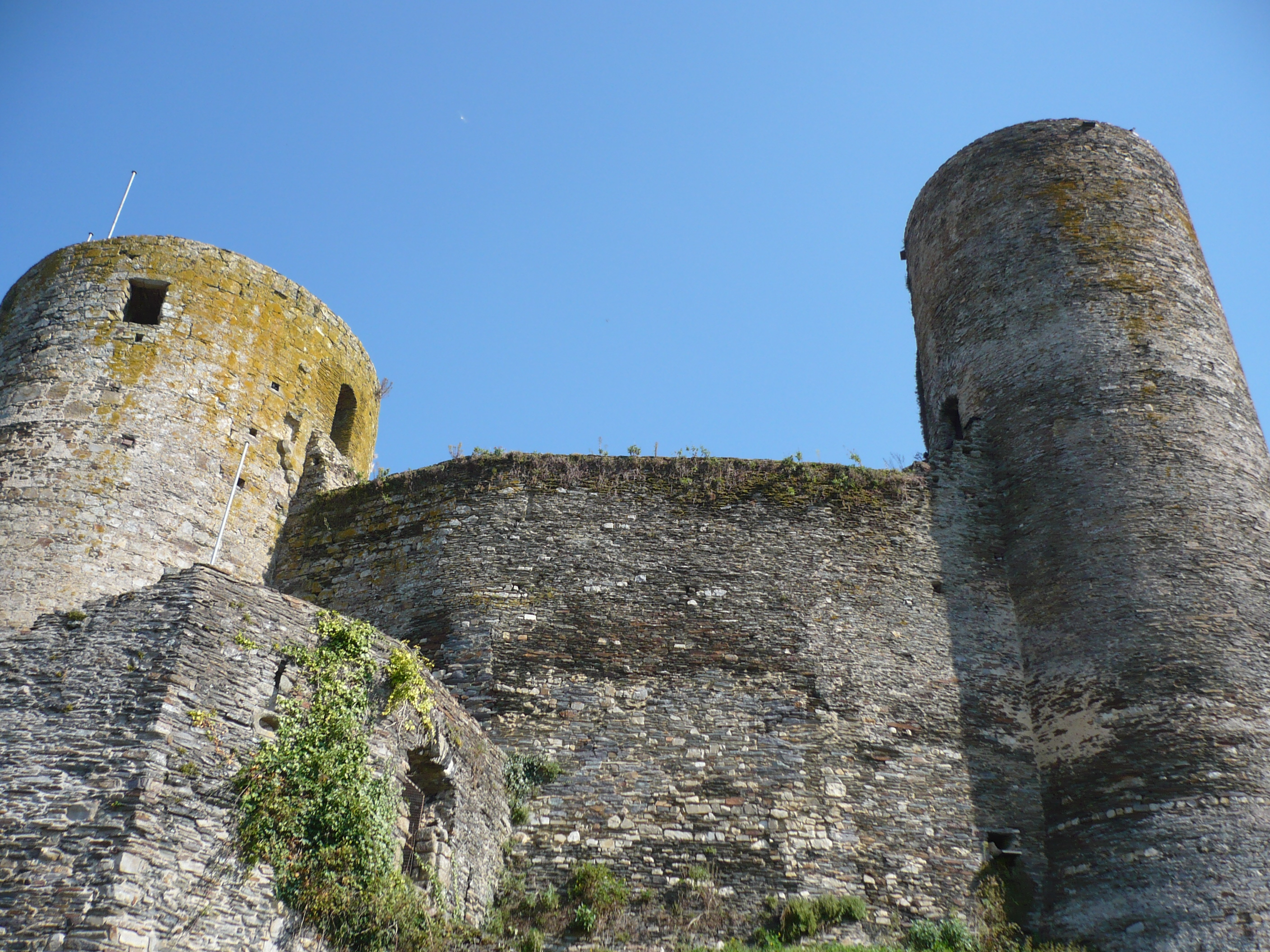
Torri murarie (XII e XIV secolo) del castello di Pouancé

Una torre muraria è una torre costruita all'interno di una cinta di mura. Di solito la torre si protende all'esterno, in modo da permettere ai difendenti di sparare contro chi tentava di arrampicarsi sulle mura o di romperle creando una breccia.
Le torri murarie possono essere considerate i predecessori dei bastioni, i quali assolvevano alla stessa funzione.